# Telnet
Telnet (Teletype Network) es el nombre de un protocolo de red que nos permite acceder a otra máquina para manejarla remotamente como si estuviéramos sentados delante de ella. También es el nombre del programa informático que implementa el cliente. Para que la conexión funcione, como en todos los servicios de Internet, la máquina a la que se acceda debe tener un programa especial que reciba y gestione las conexiones. El puerto que se utiliza generalmente es el 23

## Funcionamiento
Telnet solo sirve para acceder en modo terminal, es decir, sin gráficos, pero es una herramienta muy útil para arreglar fallos a distancia, sin necesidad de estar físicamente en el mismo sitio que la máquina que los tenga. También se usaba para consultar datos a distancia, como datos personales en máquinas accesibles por red, información bibliográfica, etc. 
Aparte de estos usos, en general telnet se ha utilizado (y aún hoy se puede utilizar en su variante SSH) para abrir una sesión con una máquina UNIX, de modo que múltiples usuarios con cuenta en la máquina, se conectan, abren sesión y pueden trabajar utilizando esa máquina. Es una forma muy usual de trabajar con sistemas
UNIX.

## Problemas de seguridad y SSH
Su mayor problema es de seguridad, ya que todos los nombres de usuario y contraseñas necesarias para entrar en las máquinas viajan por la red como texto plano (cadenas de texto sin cifrar). Esto facilita que cualquiera que espíe el tráfico de la red pueda obtener los nombres de usuario y contraseñas, y así acceder él también a todas esas máquinas. Por esta razón dejó de usarse, casi totalmente, hace unos años, cuando apareció y se popularizó el SSH, que puede describirse como una versión cifrada de telnet -actualmente se puede cifrar toda la comunicación del protocolo durante el establecimiento de sesión (RFC correspondiente, en inglés- si cliente y servidor lo permiten, aunque no se tienen ciertas funcionalidades extra disponibles en SSH).

## Telneten la actualidad
Hoy en día este protocolo también se usa para acceder a los BBS, que inicialmente eran accesibles únicamente con un módem a través de la línea telefónica. Para acceder a un BBS mediante telnet es necesario un cliente que dé soporte a gráficos ANSI y protocolos de transferencia de ficheros. Los gráficos ANSI son muy usados entre los BBS. Con los protocolos de transferencia de ficheros (el más común y el que mejor funciona es el ZModem) podrás enviar y recibir ficheros del BBS, ya sean programas o juegos o ya sea el correo del BBS (correo local, de FidoNet u otras redes).
Algunos clientes de telnet (que soportan gráficos ANSI y protocolos de transferencias de ficheros como Zmodem y otros) son mTelnet!, NetRunner, Putty, Zoc, etc.

## Manejo básico de telnet
Para iniciar una sesión con un intérprete de comandos de otro ordenador, puede emplear el comando telnet seguido del nombre o la dirección IP de la máquina en la que desea trabajar. Por ejemplo, si desea conectarse a la máquina purpura.micolegio.edu.com, deberá teclear telnet purpura.micolegio.edu.com y, para conectarse con la dirección IP 1.2.3.4, deberá utilizar telnet 1.2.3.4.
Una vez conectado, podrá ingresar el nombre de usuario y contraseña remoto para iniciar una sesión en modo texto a modo de consola virtual (ver Lectura Sistema de usuarios y manejo de clave). La información que transmita (incluyendo su clave) no será protegida o cifrada y podría ser vista en otros computadores por los que transite la información (la captura de estos datos se realiza con un packet sniffer).
Una alternativa más segura que telnet, pero que requiere más recursos del computador, es SSH. Este cifra la información antes de transmitirla, auténtica la máquina a la cual se conecta y puede emplear mecanismos de autenticación de usuarios más seguros.
Actualmente hay sitios para hackers en los que se entra por telnet y se van sacando las password para ir pasando de nivel, ese uso de telnet aún es vigente.

## Seguridad
Hay 3 razones principales por las que el telnet no se recomienda para los sistemas modernos desde el punto de vista de la seguridad:
- Los dominios de uso general del telnet tienen varias vulnerabilidades descubiertas a lo largo de los años, y varias más que podrían aún existir.

- Telnet, por defecto, no cifra ninguno de los datos enviados sobre la conexión (contraseñas inclusive), así que es fácil interferir y grabar las comunicaciones, y utilizar la contraseña más adelante para propósitos maliciosos.

- Telnet carece de un esquema de autenticación que permita asegurar que la comunicación esté siendo realizada entre los dos anfitriones deseados, y no interceptada entre ellos.

En ambientes donde es importante la seguridad, por ejemplo en el Internet público, telnet no debe ser utilizado. Las sesiones de telnet no son cifradas. Esto significa que cualquiera que tiene acceso a cualquier router, switch, o gateway localizado en la red entre los dos anfitriones donde se está utilizando telnet puede interceptar los paquetes de telnet que pasan cerca y obtener fácilmente la información de la conexión y de la contraseña (y cualquier otra cosa que se mecanografía) con cualesquiera de varias utilidades comunes como tcpdump y Wireshark.
Estos defectos han causado el abandono y despreciación del protocolo telnet rápidamente, a favor de un protocolo más seguro y más funcional llamado SSH, lanzado en 1995. SSH provee de toda la funcionalidad presente en telnet, la adición del cifrado fuerte para evitar que los datos sensibles tales como contraseñas sean interceptados, y de la autenticación mediante llave pública, para asegurarse de que el computador remoto es realmente quién dice ser.
Los expertos en seguridad computacional, tal como el instituto de SANS, y los miembros del newsgroup de comp.os.linux.security recomiendan que el uso del telnet para las conexiones remotas debería ser descontinuado bajo cualquier circunstancia normal.
Cuando el telnet fue desarrollado inicialmente en 1969, la mayoría de los usuarios de computadoras en red estaban en los servicios informáticos de instituciones académicas, o en grandes instalaciones de investigación privadas y del gobierno. En este ambiente, la seguridad no era una preocupación y solo se convirtió en una preocupación después de la explosión del ancho de banda de los años 90. Con la subida exponencial del número de gente con el acceso al Internet, y por la extensión, el número de gente que procura crackear los servidores de otra gente, telnet podría no ser recomendado para ser utilizado en redes con conectividad a Internet. 

## Fuente
- Guía en dominio público